# Бобан Кнежевић
Бобан Кнежевић (Београд, 17. септембар 1959) српски је писац фантастике, стрипски сценариста, уредник, издавач и културни активиста. По оцени стручњака, Кнежевић је једна од „стожерних личности“ српске фантастике, а његове едиције одликује „репрезентативан избор дела“.

## Биографија
Кнежевић је активан на књижевној сцени од 1978. године. Студије астрономије напушта 1981. и постаје професионални издавач и писац. Главну жанровску награду за фантастику „Лазар Комарчић“ освојио је шест пута, а америчко издање његовог романа Црни цвет је високо оцењено и у тамошњој критици.
Историографи сматрају Кнежевића за једног од најутицајнијих уредника у историји српске и југословенске фантастике, у рангу Гаврила Вучковића, Жике Богдановића и Зорана Живковића.
Један је од оснивача и својевремени председник Друштва љубитеља фантастике „Лазар Комарчић“ из Београда.

## Уређивање и издаваштво
Од 1984. године, издања Кнежевићеве етикете „Знак Сагите“ и пратећи књижевни конкурси били су најзначајнији чинилац савремене српске и хрватске фантастике, а многи писци су остварили значајан део опуса или чак дебитовали под овом етикетом: Радмило Анђелковић, Илија Бакић, Лидија Беатовић, Зоран Јакшић, Невен Јовановић, Владимир Лазовић, Александар Марковић, Дарко Мацан, Иван Нешић, Ото Олтвањи, Љиљана Праизовић, Горан Скробоња, Зоран Стефановић, Данијела Танасковић, Драган Р. Филиповић, Јелена Ђуровић...
Кнежевић је приредио и четири важне антологије југословенских аутора фантастике Тамни вилајет (1988, 1992, 1993, 1996), као и изборе Нова српска (алтернативна) фантастика (1994, сауредник Сава Дамјанов), темат „Фантастична реч“ у Књижевној речи и друге.
Био је уредник периодичних публикација за научну фантастику Алеф (1986—1991), Перпетуум мобиле, Знак Сагите (од 1993), уз прозни Емитор који је дуго уређивао.
Поред књижевности, као уредник је остварио велики утицај и на стрипску сцену бивше Југославије, прво преко уређивања часописа, а затим и као уредник, издавач и продуцент десетина монографских издања светске и домаће баштине. Од 2005. до 2011. је био један од уредника издавачке куће „Бели пут“, специјализоване за најбоља дела америчког и француског стрипа. Сада у оквиру сопствене издавачке куће „Еверест Медиа“ доноси најбоља дела фантастике и стрипа, укључујући и капитална издања, попут монографског репринта стрипа „Дикан“ или сабраних дела Лавкрафта. У оквиру Удружења стрипских уметника Србије активан је као продуцент монографија, каталога и других издања.

## Награде и признања
- Награда „Лазар Комарчић“ за најбољу домаћу новелу објављену 1985. („Ноћ која неће доћи“)
- Награда „Лазар Комарчић“ за најбољу домаћу причу објављену 1986. („Дан четрнаести“)
- Награда „Лазар Комарчић“ за најбољу домаћу причу објављену 1993. („Онај који нема душу“)
- Награда „Лазар Комарчић“ за најбољи домаћи роман објављен 1993. (Црни цвет)
- Награда „Лазар Комарчић“ за најбољу домаћу причу објављену 1994. („Просјак и коцкар“)
- Награда „Лазар Комарчић“ за најбољу домаћу причу објављену 1995.

### Књиге
- Смрт на Нептуну, роман, „Дневник“, 1986. (под псеудонимом Ендру Озборн / Andrew Osborne)
- Црни цвет, роман, „Просвета“, (шест српских издања 1993-2011).  978-86-7552-049-8.. (издање из 2011)
- Човек који је убио лептира, роман, СКЦ, 1996.
- Слутња андроида, збирка прича. 2003.  978-86-83577-04-0..
- Black Blossom, роман, Prime Books. 2005.  978-1-894815-90-1.. и.  978-1-894815-90-1..
- Последњи Србин, роман, „Алнари“. 2009.  978-86-7710-414-6..
- Отисак звери у пепелу, збирка прича, „Тардис“. 2009.  978-86-6099-009-1..
- Слободанида, роман, „Еверест медиа“. .[8]

### Важније антологије и књижевни избори
- Тамни вилајет 1, Знак Сагите, Београд, 1987.
- Тамни вилајет 1а, Знак Сагите, Београд, 1987.
- Тамни вилајет 2, Знак Сагите, Београд, 1992.
- Тамни вилајет 3, Знак Сагите, Београд, 1993.
- Тамни вилајет 4, Знак Сагите, Београд, 1996. и. 2011.  978-86-7756-008-9..
- Нова српска фантастика, СИЦ. .
- „Фантастична реч“, Књижевна реч, бр. 492/493, Београд, 1997.
- Трифид, аутори: Драган Р. Филиповић, Горан Скробоња и Бобан Кнежевић; Књижара „Алан Форд“. .